# Tinaco (municipalité)
Pour les articles homonymes, voir Tinaco.
Tinaco est l'une des neuf municipalités de l'État de Cojedes au Venezuela. Son chef-lieu est Tinaco. En 2011, la population s'élève à 32 564 habitants.

## Géographie

### Subdivisions
La municipalité est constituée d'une seule paroisse civile avec, à sa tête, sa capitale (entre parenthèses) : 
- General en Jefe José Laurencio Silva (Tinaco).